# Aspergillus
Aspergillus este un gen de fungi din familia Trichocomaceae, cu răspândire largă. Genul a fost catalogat în 1729 de către biologul italian Pier Antonio Micheli. Aspergillum conțin specii sporulate, cu reproducere asexuată, dar aproximativ o treime din specii au și un stadiu de reproducere sexuată. Deși unele specii de Aspergillus sunt patogene și produc infecții la om și la animale, unele prezintă importanță economică.

## Specii
Genul Aspergillus conține 837 specii de fungi. Exemple mai comune includ:
- Aspergillus caesiellus
- Aspergillus candidus
- Aspergillus carneus
- Aspergillus clavatus
- Aspergillus deflectus
- Aspergillus flavus
- Aspergillus fumigatus
- Aspergillus glaucus
- Aspergillus nidulans
- Aspergillus niger
- Aspergillus ochraceus
- Aspergillus oryzae
- Aspergillus parasiticus
- Aspergillus penicilloides
- Aspergillus restrictus
- Aspergillus sojae
- Aspergillus sydowi
- Aspergillus terreus
- Aspergillus tubingensis
- Aspergillus ustus
- Aspergillus versicolor